# Hendrik Hendrik Zwart
Hendrik Hendrik Zwart (Appelscha, 3 februari 1917 – Nunspeet, 16 april 2007) was een Nederlands politicus van de ARP en later het CDA.
Na het gymnasium in Assen ging hij als volontair werken op de gemeentesecretarie van de Noord-Hollandse gemeente Winkel waar zijn vader Jacob Zwart (1887-1967) begin 1935 benoemd was tot burgemeester. In 1941 trad H.H. Zwart in dienst als tweede ambtenaar ter gemeentesecretarie van Goedereede en het jaar er op ging hij in diezelfde functie werken bij de gemeente Middelharnis. Eind 1943 keerde hij terug naar Noord-Holland om als eerste ambtenaar ter secretarie te gaan werken bij de gemeente Hoogwoud maar in januari 1944 moest hij onderduiken. Na de bevrijding was hij ongeveer een jaar waarnemend secretaris van Hoogwoud waarna hij korte tijd werkzaam was in Oldenhoeve. In mei 1947 werd hij benoemd tot commies bij de gemeente Hazerswoude. In juni 1952 werd Zwart in navolging van zijn vader burgemeester en wel van Oud-Alblas en in februari 1963 volgde zijn benoeming tot burgemeester van Langedijk. In januari 1974 werd Zwart de burgemeester van Woudenberg wat hij tot januari 1981 zou blijven. Hij overleed in 2007 op 90-jarige leeftijd.